# Sveti Andraž v Slovenskih goricah község
Sveti Andraž v Slovenskih goricah község Északkelet-Szlovéniában. A történelem során e terület részét képezte Alsó-Stájerországnak. Jelenleg a Podravska statisztikai régióhoz tartozik. A település 1998 óta önálló község, ám addig Ptuj település része volt. A településen 1209 fő lakik, területe 17,6 négyzetkilométer, központja Vitomarci.

## A község települései
Drbetinci, Gibina, Hvaletinci, Novinci, Rjavci, Slavšina, Vitomarci

## Népesség
| Lakosok száma | 1222 | 1210 | 1195 | 1152 | 1151 | 1173 | 1153 | 1144 | 1187 | 1184 |
|               | 2008 | 2009 | 2011 | 2012 | 2013 | 2015 | 2016 | 2017 | 2019 | 2020 |

## Fordítás
- Ez a szócikk részben vagy egészben  a   Sveti Andraž v Slovenskih goricah című angol Wikipédia-szócikk ezen változatának fordításán alapul.  Az eredeti cikk szerkesztőit annak laptörténete sorolja fel. Ez a jelzés csupán a megfogalmazás eredetét és a szerzői jogokat jelzi, nem szolgál a cikkben szereplő információk forrásmegjelöléseként.